# Weatherman (organizacja)
Weather Underground, The Weathermen lub Weatherman – amerykańska skrajnie lewicowa organizacja terrorystyczna.

## Nazwa
Nazwa ruchu wywodzi się ze słów piosenki Boba Dylana „Subterranean Homesick Blues”: You don't need a weatherman to know which way the wind blows (pol. Niepotrzebna pogodynka, żeby znać kierunek wiatru).

## Historia
Organizacja powstała w 1969 roku, a jej pierwsi członkowie wywodzili się z radykalnej frakcji stowarzyszenia Studenci na rzecz Demokratycznego Społeczeństwa. Formacja wyrosła na fali sprzeciwu wobec wojny wietnamskiej. W sierpniu 1969 roku aktywiści złożyli wizytę na Kubie, gdzie przedstawiciele Wietnamu Północnego i Kubańczycy namawiali ich do rozpoczęcia zbrojnej kampanii przeciwko rządowi USA.
Pierwszą akcją terrorystyczną Weatherman był atak bombowy na pomnik poświęcony funkcjonariuszom policji w Chicago. Akcja miejsce miała 6-7 października 1969 roku. 8 października aktywiści zorganizowali w mieście manifestacje, które przerodziły się w kilkudniowe zamieszki. Policja aresztowała 284 uczestników zadym. Zamieszki okrzyknięte zostały w mediach „Dniami Gniewu“. Choć demonstracje miały brutalny przebieg, ich liczebność była niewielka. Słaba frekwencja na demonstracjach skłoniła kierownictwo grupy do zmiany kierunku działań na bardziej radykalne.
W listopadzie 1969 roku przywódcy organizacji zdecydowali o przejściu do podziemia i rozpoczęciu działalności jako „miejska partyzantka”. Na początku 1970 roku organizacja podzieliła się na komórki, zwane też „plemionami“. Jedna komórka liczyła od 3 do 5 osób. Komórki podlegały kierownictwu organizacji znanemu jako Weather Bureau. Komórki zlokalizowane były głównie w Berkeley, Chicago, Detroit i Nowym Jorku.
6 marca 1970 roku trójka członków Weather Underground zginęło w przypadkowej eksplozji w piwnicy domu na Greenwich Village. Piwnica służyła radykałom jako miejsce produkcji bomb domowej roboty. Ładunki, które eksplodowały miały zostać użyte do zamachu bombowego w Fort Dix na przyjęciu zorganizowanym dla funkcjonariuszy policji.
We wrześniu 1970 roku aktywiści uwolnili z więzienia San Luis Obispo Timothy'ego Leary'ego uchodzącego za ikonę kontrkultury. Weathersi przerzucili następnie Leary'ego do Algierii, gdzie działacz zyskał schronienie.
1 marca 1971 roku terroryści zdetonowali dwie bomby w Kapitolu Stanów Zjednoczonych. Atak stanowił wyraz protestu wobec interwencji amerykańskiej w Laosie.
19 maja 1972 roku (w dniu urodzin Hồ Chí Minha) aktywiści przeprowadzili atak bombowy na Pentagon. Zamach był odwetem za bombardowanie Hanoi.
29 stycznia 1975 roku terroryści zdetonowali bombę nieopodal Departamentu Stanu Stanów Zjednoczonych. Zamach miał być protestem wobec polityki rządu USA względem Wietnamu.
Oprócz powyżej opisanych aktów terroru, aktywiści mieli na koncie niewielkie ataki bombowe oraz napady na banki.
Członkowie grupy po 1978 roku wyszli z podziemia albo zostali ujęci przez służby. Resztki aktywistów, którzy zdecydowali się kontynuować walkę założyli formację o nazwie Organizacja Komunistyczna 19 Maja.

## Liczebność
W 1970 roku grupa liczyła około 400 członków.

## Ideologia
Organizacja inspirowała się skrajnie lewicowymi poglądami. Celem grupy było doprowadzenie do obalenia rządu amerykańskiego i zaprowadzenia w USA komunizmu.

## Jako ruch kontrkultury
Organizacja była wytworem amerykańskiej kontrkultury. Jej członkowie żyli jak hipisi w kolektywach, będących faktycznie komunami. Aktywistów grupy cechowała skłonność do brania narkotyków, hedonistycznego trybu życia i rozwiązłości seksualnej oraz niechęć wobec monogamii.